# Matylda Szkocka
Matylda Szkocka (ur. 1080 w Dunfermline w Szkocji, zm. 1 maja 1118 w Pałacu Westminsterskim w Londynie) – pierwsza żona Henryka I i królowa Anglii.

## Wczesne lata
Matylda urodziła się około 1080 roku w Dunfermline w Szkocji jako córka Malcolma III, króla Szkocji i Małgorzaty Szkockiej. Na chrzcie nadano jej imię Edyta, a jej rodzicami chrzestnymi byli Robert Curthose i Matylda Flandryjska.
Gdy miała sześć lat, wysłano ją, wraz z jej siostrą Marią, do Romsey, gdzie jej ciotka była przeoryszą. Podczas pobytu w klasztorze o jej rękę starali się William de Warenne i Alan Rudy, jednak Matylda odrzuciła ich oświadczyny. Mury klasztorne opuściła w 1093 roku.

## Małżeństwo
Po śmierci Wilhelma II w sierpniu 1100 roku koronę przejął jego brat, Henryk I. Kolejnym zadaniem nowego władcy było znalezienie odpowiedniej kandydatki na żonę. Wybór padł na Matyldę. Jednak zawarciu tego małżeństwa towarzyszyły kontrowersje. Matylda większość życia spędziła w klasztorze, co nasuwało podejrzenia, że może ona być zakonnicą. Henryk zażądał pozwolenia na ślub od arcybiskupa Anzelma z Canterbury, który we wrześniu 1100 roku powrócił do Anglii z wygnania. Arcybiskup, który nie chciał decydować w tak ważnej sprawie samodzielnie, wezwał na naradę biskupów. Matylda przyznała, że nigdy nie przyjęła ślubów zakonnych, a w klasztorze przebywała wyłącznie w celu uzyskania wykształcenia. Duchowni orzekli, że Matylda nigdy nie była zakonnicą i wyrazili zgodę na małżeństwo.
Matylda i Henryk pobrali się 11 listopada 1100 roku w Opactwie Westminsterskim.

## Królowa
Podczas ślubu Matylda została koronowana na królową Anglii. Jej główne miejsce pobytu stanowił Westminster, ale również towarzyszyła mężowi w jego podróżach po Anglii i w wyprawie do Normandii w latach 1106–1107. Dwór Matyldy pełen był poetów i muzyków. Zleciła również Thurgotowi napisanie biografii jej matki, świętej Małgorzaty. Matylda znana była ze swojej religijności i pomocy biedakom. William z Malmesbury opisuje przybycie Matyldy do kościoła w czasie wielkiego postu. Jak wynika z jego słów, królowa myła stopy i całowała dłonie chorych. Znana była również jako mecenas sztuki (szczególnie muzyki).

## Śmierć
Matylda zmarła 1 maja 1118 roku w Pałacu Westminsterskim w Londynie. Pochowano ją w Opactwie Westminsterskim.
Po śmierci nazywano ją Dobrą Królową Matyldą. Przez pewien czas towarzyszyła jej opinia świętej, chociaż nigdy nie została kanonizowana.

## Rodzina
Matylda i Henryk mieli dwójkę dzieci:
- Matyldę (7 lutego 1102–10 września 1167)
- Wilhelma Adelina (1103–25 listopada 1120)